# Maximiliano Kolbe
Maximiliano María Kolbe (Zduńska Wola, Reino de Polonia, 8 de enero de 1894-Auschwitz, Alemania Nazi, 14 de agosto de 1941) fue un fraile franciscano conventual polaco que murió voluntariamente en lugar de Franciszek Gajowniczek en el campo alemán de concentración de Auschwitz, en la Polonia ocupada por los nazis durante la Segunda Guerra Mundial. Fue un activo promotor de la veneración al Inmaculado Corazón de María. Fundó y supervisó la Ciudad de la Inmaculada, un complejo religioso cerca de Varsovia, con un monasterio, un seminario, una editorial y una estación de radioaficionados. 
El 10 de octubre de 1982 el papa san Juan Pablo II lo canonizó y lo declaró mártir por la caridad. La Iglesia católica le venera como santo patrón de los operadores de radio altruistas, de los que padecen adicciones a las drogas y de los presos políticos. La Comunión Anglicana y la Iglesia Luterana también lo incorporaron a sus respectivos calendarios de santos.
Debido a los esfuerzos de Kolbe por promover la consagración y la confianza en la Virgen María, es conocido como el "apóstol de la consagración a María".
Fundó una organización religiosa llamada Milicia de la Inmaculada, cuyo fin era lograr "la conversión de los pecadores, herejes, cismáticos, infieles y, especialmente, de los masones, y la santificación de sí mismos y todos bajo el patrocinio de la Bienaventurada Virgen María Inmaculada y mediadora".

## Biografía

### Infancia
Nació el 8 de enero de 1894 en Zduńska Wola, Polonia, que entonces era parte del Imperio Ruso. Fue el segundo hijo del tejedor Julio Kolbe y la partera María Dąbrowska. Su padre era alemán y su madre, polaca. Fue bautizado con el nombre de Rajmund (en castellano: Raimundo) Tuvo cuatro hermanos. Poco después de su nacimiento, su familia se trasladó a Pabianice.
Hacia 1906 se le apareció la Virgen María. Su madre lo relató del siguiente modo, después de que muriese mártir:

Sabía yo de antemano, en base a un caso extraordinario que le sucedió en los años de la infancia, que Maximiliano moriría mártir. Solo no recuerdo si sucedió antes o después de su primera confesión. Una vez no me gusto nada una travesura, y se la reproché: Niño mío, ¡quién sabe lo que será de ti!. Después, yo no pensé más, pero observé que el muchacho había cambiado tan radicalmente, que no se podía reconocer más. Teníamos un pequeño altar escondido entre dos roperos, ante el cual él a menudo se retiraba sin hacerse notar y rezaba llorando. En general, tenía una conducta superior a su edad, siempre recogido y serio, y cuando rezaba, estallaba en lagrimas. Estuve preocupada, pensando en alguna enfermedad, y le pregunté: ¿te pasa algo? ¡Se lo tienes que contar todo a tu mamá!
Temblando de emoción y con los ojos anegados en lagrimas, me contó: "Mamá, cuando me reprochaste, pedí mucho a la Virgen que me dijera lo que sería de mí. Lo mismo en la iglesia, le volví a rogar. Entonces se me apareció la Virgen, teniendo en las manos dos coronas: una blanca y otra roja. Me miró con cariño y me preguntó si quería esas dos coronas. La blanca significaba que perseveraría en la pureza y la roja que sería mártir. Contesté que las aceptaba... [las dos]. Entonces la Virgen me miró con dulzura y desapareció.

### Franciscano

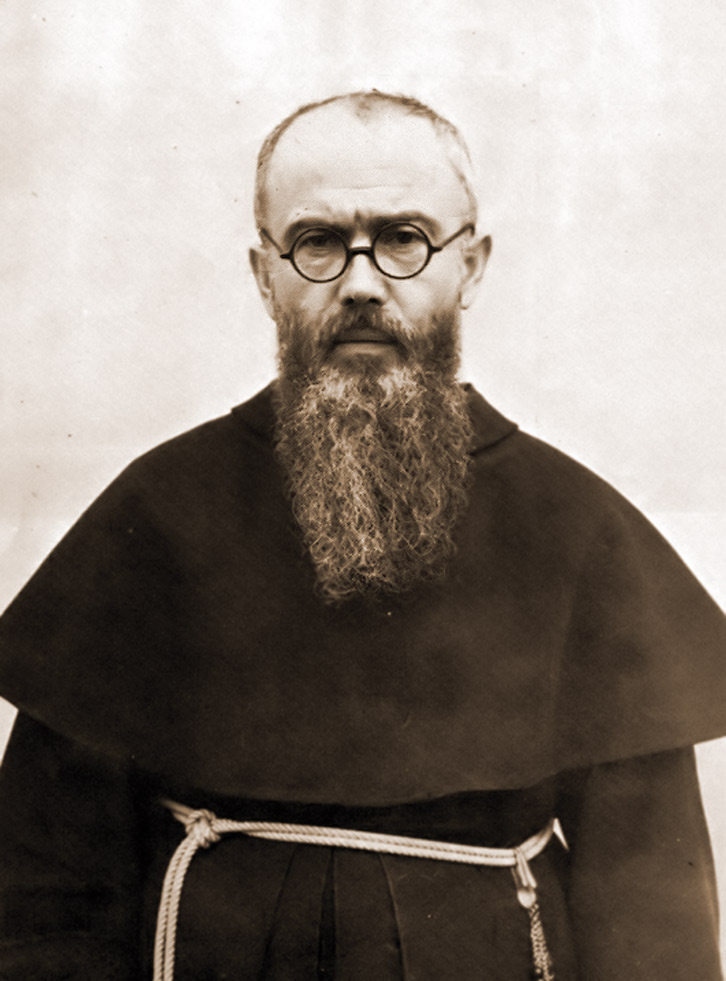
Fotografía de fray Maximiliano María (1936)

Durante la Cuaresma de 1907, unos frailes franciscanos conventuales de misión comunicaron a los fieles que habían abierto un seminario para jóvenes aspirantes en Leópolis.
En 1907, Kolbe y su hermano mayor, Francisco (Francis), se unieron a los franciscanos conventuales. Entraron en el seminario menor de los franciscanos conventuales en Leópolis posteriormente, ese mismo año. En 1910, Kolbe entró en el noviciado, donde tomó el nombre religioso de Maximiliano (Maximilian), por san Maximiliano de Celeia mártir. Profesó sus primeros votos en 1911 y los votos finales en 1914, adoptando el nombre adicional de María (Mary), por la madre de Jesús.
Kolbe fue enviado a Roma en 1912, donde asistió a la Pontificia Universidad Gregoriana. Se doctoró allí en filosofía en 1915. Desde 1915 continuó sus estudios en la Pontificia Universidad de San Buenaventura de Roma, donde se doctoró en teología entre 1919 y 1922.
En su estancia en Roma quedó fuertemente impresionado por las manifestaciones públicas masónicas. En ellas se atacaba duramente a la Iglesia católica y al papa y, según interpretó, se hacía apología satánica.

Situaron el estandarte negro del "Giordano Brunisti" bajo las ventanas del Vaticano. En este estandarte, el arcángel San Miguel estaba dibujado yaciendo bajo los pies del triunfante Lucifer. Al mismo tiempo se distribuyeron incontables panfletos entre la gente, en los cuales el Santo Padre [el Papa] era atacado de forma vergonzosa.

Ante el impacto que le causaron estos hechos escribió:

¿Es posible que nuestros enemigos trabajen tanto hasta prevalecer, y nosotros permanezcamos ociosos o como máximo rezando pero sin entrar en acción? ¿Acaso no tenemos armas más poderosas, como la protección de la Inmaculada? La sin mancha, vencedora de todas las herejías, vencerá al enemigo que levanta la cerviz: la masonería y otros siervos de Lucifer.

Poco después, el 16 de octubre de 1917, Kolbe organizó con otros seis franciscanos conventuales la Pía Unión de la Milicia de María Inmaculada, para trabajar por la conversión de los pecadores y los enemigos de la Iglesia católica, especialmente los masones, con la intercesión de la Virgen María. Añadió a la oración a la Virgen de la Medalla Milagrosa frases con respecto al tema masónico.
En 1918 Kolbe fue ordenado sacerdote. En julio de 1919 regresó a Polonia, que de nuevo era un país soberano independiente del Imperio Ruso. Se opuso con dureza a los movimientos comunistas.
Predicaba llegar a Jesucristo con la guía de la Virgen María, con la devoción al Inmaculado Corazón de María y al Sagrado Corazón de Jesús.
De 1919 a 1922 enseñó en el seminario de Cracovia.
En torno a esta fecha, como ya le había pasado antes en Roma, sufrió tuberculosis, lo que lo forzó a abstenerse de sus deberes durante un tiempo. La tuberculosis generalmente era una enfermedad mortal, y el descanso y la buena alimentación se consideraban el mejor tratamiento, ya que entonces no se habían desarrollado los antibióticos para tratarla.
En enero de 1922, Kolbe fundó el periódico mensual «Caballero de la Inmaculada» («Rycerz Niepokalanej»), una publicación devocional inspirada en la publicación francesa «Mensajero del Corazón de Jesús» («Le Messager du Coeur de Jesus»). De 1922 a 1926 dirigió una editorial religiosa en Grodno. A medida que sus actividades fueron teniendo más alcance, en 1927 fundó en Teresin, a unos 40 km de Varsovia, la Ciudad de la Inmaculada (en polaco Niepokalanów), un complejo religioso con un monasterio de los franciscanos conventuales. Se convirtió en un importante centro de publicaciones religiosas.
 La fundación fue descrita pocos años después del siguiente modo:

Una extensa área libre para la construcción de una gran basílica de la Inmaculada. Un complejo editorial [que comprendía]: la redacción, la biblioteca, la tipoteca, el taller de los linotipistas, la cincografía con los laboratorios fotográficos, las tipografías [...] y además las distintas secciones de la encuadernación, de los almacenes y de los envíos. El ala izquierda [...] incluía, en diferentes edificios, la capilla, las dependencias de los religiosos, el postulantado, el noviciado, la dirección general, la enfermería y, a cierta distancia, la gran central eléctrica. Además, distribuidos por todas partes, los talleres de los herreros y de los mecánicos, los talleres de los carpinteros, de los zapateros, de los sastres, así como los depósitos de los albañiles y las grandes cocheras para el cuerpo de bomberos. Pero todavía no hemos terminado: además había un parque de maquinaria, una pequeña estación ferroviaria, con vía de empalme con la vía pública y estatal; incluso estaba previsto un aeródromo con cuatro aviones sin motor y un proyecto de estación de radiotransmisión. Por todas partes había gruesos troncos de árboles, depósitos de madera, tubos y toda clase de materiales de construcción.

En este lugar se publicaban la revista «Caballero de la Inmaculada» («Rycerz Niepokalanej»), que en 1939 tenía una tirada de 750 000 ejemplares, y una revista infantil titulada «Pequeño caballero» («Mały Rycerzyk»). En algunas ocasiones se hicieron tiradas de 1 millón de ejemplares del «Caballero de la Inmaculada», aunque lo habitual era que fueran de unos 700 000.
En 1929 se fundó aquí un seminario para jóvenes.

### Misión en Asia
En 1930 llegó de misionero a Shanghái, China, pero no logró seguimiento allí. Luego se trasladó a Japón, donde fundó el 16 de mayo de 1931 el Monasterio del Jardín de la Inmaculada (Mugenzai no Sono), de franciscanos conventuales, en el distrito de Hongonchi de Nagasaki. Kolbe empezó a publicar una edición japonesa del «Caballero de la Inmaculada» («Seibo no Kishi»). Cuando, en 1945, se lanzó en esta ciudad una bomba atómica, el monasterio quedó indemne, protegido por una montaña que separaba este lugar del barrio donde tuvo lugar la explosión. Es un lugar muy importante del catolicismo japonés.
A mediados de 1932 Kolbe dejó Japón y fue a Malabar, India, donde fundó otro monasterio. Este cerró poco tiempo después. Siguiendo el camino de Kolbe, en 1981 dos franciscanos malteses fundaron un centro mariano en Chotty, Kerala, India. Tras este viaje a la India, Kolbe regresó a Japón.
En 1933 regresó a Polonia para un capítulo general de la orden en Cracovia, permaneciendo en este país. En el capítulo general, se escogió como nuevo superior del monasterio de Japón a Cornelius Czupryk.

## Regreso a Polonia

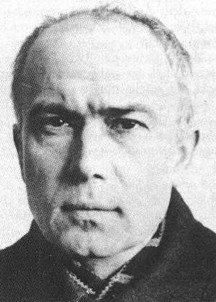
Fotografía de Maximiliano María Kolbe

En su ausencia, en la Ciudad de la Inmaculada se había comenzado a publicar un periódico diario, el «Pequeño diario» («Mały Dziennik») en alianza con un grupo político, el Campo Nacional Radical (Obóz Narodowo Radykalny). Esta publicación alcanzó una circulación de 137 000 los días de diario, y casi el doble, 225 000, los fines de semana.
En 1938 la Ciudad de la Inmaculada pasó a tener su propia emisora de radio, «Radio Ciudad de la Inmaculada» («Radio Niepokalanów»), identificada con el distintivo SP3RN.

## Muerte en Auschwitz

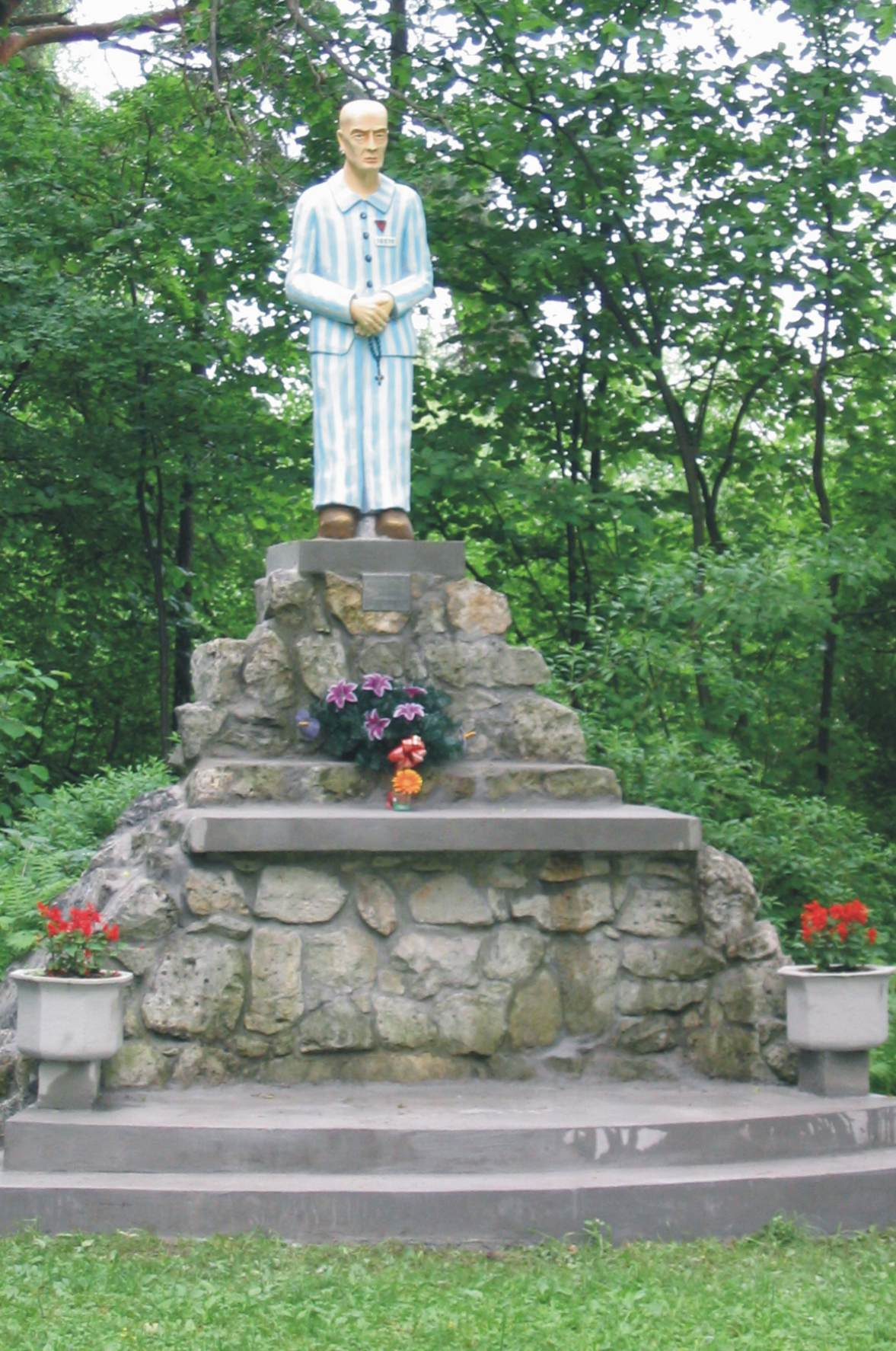
Monumento a san Maximiliano Kolbe en Chrzanów, Polonia

Tras la invasión alemana de Polonia, Kolbe fue uno de los nuevos frailes que permanecieron en el monasterio, donde organizó un hospital temporal. Después de que la ciudad fuera capturada por los alemanes, fue arrestado por ellos el 19 de septiembre de 1939 pero le soltaron el 8 de diciembre. Rechazó inscribirse en la lista de gente alemana (volksliste), lo que le habría dado los mismos derechos que a los ciudadanos alemanes, por tener origen alemán. Tras su liberación continuó sus labores como fraile. Él y otros frailes proveyeron de refugio a gente de la Gran Polonia, incluyendo a 2 000 judíos que escondió de la persecución alemana en el monasterio de la Ciudad de la Inmaculada. Kolbe recibió permiso para continuar publicando obras religiosas, pero con una difusión significativamente menor. La editorial también publicó varias obras contrarias a la Alemania nazi.
El 17 de febrero de 1941, el monasterio fue cerrado por las autoridades alemanas. Ese día Kolbe y otros cuatro fueron arrestados por la Gestapo e internados en la cárcel de Pawiak. El 28 de mayo fue transferido al campo de concentración de Auschwitz como el prisionero 16670.
Al continuar actuando como sacerdote, Kolbe fue objeto de hostigamiento violento, incluidos golpes y azotes. Una vez pudo ser llevado con subterfugios a un hospital penitenciario por reclusos amigos.
El SS-Hauptsturmführer Karl Fritzsch, encargado de Auschwitz, estableció que cuando un prisionero se fugase castigaría a diez como represalia a morir de hambre en un búnker. En julio de 1941 el prisionero Zygmunt Pilawski se fugó y el oficial de las SS seleccionó a 10 presos. Uno de los prisioneros del campo, el sargento polaco Franciszek Gajowniczek, de 40 años de edad, narró así su experiencia de aquel verano de 1941:

Yo era un veterano en el campo de Auschwitz; tenía en mi brazo tatuado el número de inscripción: 5659. Una noche, al pasar los guardianes lista, uno de nuestros compañeros no respondió cuando leyeron su nombre. Se dio al punto la alarma: los oficiales del campo desplegaron todos los dispositivos de seguridad; salieron patrullas por los alrededores. Aquella noche nos fuimos angustiados a nuestros barracones. Los dos mil internados en nuestro pabellón sabíamos que nuestra alternativa era bien trágica; si no lograban dar con el escapado, acabarían con diez de nosotros. A la mañana siguiente nos hicieron formar a todos los dos mil y nos tuvieron en posición de firmes desde las primeras horas hasta el mediodía. Nuestros cuerpos estaban debilitados al máximo por el trabajo y la escasísima alimentación. Muchos del grupo caían exánimes bajo aquel sol implacable. Hacia las tres nos dieron algo de comer y volvimos a la posición de firmes hasta la noche. El coronel Karl Fritzsch volvió a pasar lista y anunció que diez de nosotros seríamos ajusticiados.
Franciszek Gajowniczek

A la mañana siguiente, Gajowniczek fue uno de los diez elegidos por el coronel de las SS Karl Fritzsch para ser ajusticiados en represalia por el escapado. Cuando Franciszek salió de su fila, después de haber sido señalado por el oficial, dijo: «He perdido a mi mujer y ahora se quedarán huérfanos mis hijos».
Maximiliano Kolbe, afectado por una tuberculosis desde bastante antes, estaba cerca y lo oyó. Enseguida, dio un paso adelante y le dijo al oficial que quería ocupar el lugar de ese hombre: «No tengo a nadie. Soy un sacerdote católico.».
Los diez prisioneros fueron introducidos en el Bloque 11, un búnker subterráneo de aislamiento, el 31 de julio. Bruno Borgowiec, ayudante del celador del búnker, dijo que durante aquel tiempo, Kolbe guiaba a los prisioneros en la oración, rezaban el rosario y cantaban a la Virgen María. Cuando vigilaban el búnker, encontraban siempre en medio a Kolbe de rodillas o de pie. Después de estar privados de agua y comida durante dos semanas, Kolbe y otros tres prisioneros aún seguían vivos. La serenidad demostrada por Kolbe impresionó a los SS. Los guardias querían vaciar el búnker de modo que mataron a Kolbe y los otros tres prisioneros con una inyección de fenol el 14 de agosto, día de la vigilia de la Asunción de María. Los cuerpos fueron incinerados en el crematorio del campo al día siguiente, el 15 de agosto, día de la Asunción de María. Según la testificación de Franciszek Gajowniczek, Kolbe le dijo a Hans Bock, jefe de la enfermería y encargado de la inyección de fenol: "usted no ha entendido nada de la vida, el odio es inútil, solo el amor crea". Sus últimas palabras fueron: "Ave María".

## Reconocimientos

Estatua de Maximiliano Kolbe en la Abadía Anglicana de Westminster, como parte de los diez mártires del.

El 12 de mayo de 1955 Kolbe fue reconocido por la Santa Sede como Siervo de Dios. Kolbe fue declarado venerable por el papa san Pablo VI el 30 de enero de 1969 y beatificado como Confesor de la Fe por el mismo papa en 1971 y canonizado como santo por el papa san Juan Pablo II el 10 de octubre de 1982. En la canonización, el papa declaró a san Maximiliano Kolbe como confesor y mártir de la caridad. Los milagros usados para su beatificación fueron la cura en julio de 1948 de una tuberculosis intestinal a Angela Testoni y la cura en agosto de 1950 de la calcificación de la esclerosis de Francis Ranier; ambas atribuidas a la intercesión de Kolbe por las oraciones dirigidas a él.
Gajowniczek fue invitado por el papa san Pablo VI a la ceremonia de beatificación de 1971. En 1972 se organizó una gran peregrinación a Auschwitz para dar gracias, y él fue uno de los peregrinos. También fue invitado por el papa san Juan Pablo II para la canonización en 1982. Gajowniczek dedicó su vida a promover la memoria de san Maximiliano Kolbe por todo el mundo.
Después de su canonización, se agregó un día de fiesta para san Maximiliano Kolbe al Calendario General Romano. Es uno de los diez mártires del siglo XX que se representan en estatuas sobre la Gran Puerta Oeste de la Abadía Anglicana de Westminster, Londres.
Su nombre figura entre las celebraciones del Calendario de Santos Luterano.
Desde su canonización, es el patrón de los radioaficionados, por operar una estación de radio clandestina durante la ocupación.

### Controversias
El reconocimiento de Kolbe como un mártir cristiano ha generado alguna controversia en la Iglesia católica. Aunque su sacrificio en Auschwitz está considerado santo y heroico, algunos argumentan que no fue asesinado por odio a la fe, sino como resultado de un acto de caridad hacia otro hombre. El papa Pablo VI ha reconocido esta distinción en la beatificación de Kolbe, nombrándole confesor y dándole el título no oficial de "mártir de la caridad". No obstante el  papa Juan Pablo II, anuló la comisión que él había establecido (que estaba de acuerdo con la evaluación anterior de caridad heroica). Juan Pablo II quería señalar que el odio sistemático de los nazis hacia categorías enteras de la humanidad era inherentemente también un odio a la fe religiosa (cristiana); dijo que la muerte de Kolbe equivalía a ejemplos anteriores de martirio religioso.
Por otro lado, las acciones de Kolbe, motivadas por sus creencias cristianas, su oposición al nazismo desde escritos y radiodifusión con argumentos católicos así como su negativa a dejar de predicar su fe para obtener privilegios, fueron motivos para su arresto y posterior asesinato.
En 1926, en el primer número del «Caballero de la Inmaculada» mensual, el padre Kolbe dijo que consideraba a los masones como una camarilla organizada de judíos fanáticos que querían destruir la Iglesia. Escribiendo en un calendario que la editorial de su organización, la Milicia de la Inmaculada, publicó en una edición de un millón de ejemplares en 1939, el padre Kolbe dijo: "El actual comunismo ateo parece rabiar aún más salvajemente. Su origen puede ubicarse fácilmente en esa mafia criminal que se llama a sí misma masonería, y la mano que está guiando todo eso hacia un objetivo claro es el sionismo internacional, lo que no debe entenderse como que entre los judíos y comunistas no se puede encontrar gente buena".
Los periódicos que él publicaba hacían críticas a las acciones sionista para dominar el mundo empezando por Medio Oriente..
El filósofo esloveno Slavoj Žižek criticó las actividades de  Kolbe de "escribir y organizar propaganda masiva para la Iglesia católica, con un claro sesgo antisemita y antimasónico". Sin embargo, varios escritores señalaron que "las críticas de Kolbe al sionism  no deben confundirse con antisemtismo.  Sus criticas al judaísmo fueron de caracter teológico y desempeñaron un papel pequeño en el pensamiento y el trabajo de Kolbe". Por esto, ha sido criticado como antisemita por estudiosos del Holocausto como Daniel L. Schlafly, Jr. y Warren Green, entre otros. El supuesto antisemitismo de Kolbe fue motivo de controversia en la década de 1980 a raíz de su canonización.
No obstante, su rescate de más de 2000 judíos entra en contraste con las acusaciones de antisemitismo. Durante la Segunda Guerra Mundial el monasterio de Kolbe de la Ciudad de la Inmaculada acogió a refugiados judíos. Según el testimonio de un local: "Cuando los judíos vinieron a mí pidiendo un pedazo de pan, le pregunté al padre Maximiliano si podía dárselos con buena conciencia, y él me respondió: 'Sí, es muy necesario hacer esto, porque todos los hombres son nuestros hermanos".

### Reliquias
Existen reliquias de primera clase de Kolbe, como de pelos de su cabeza y barba, preservadas sin su conocimiento por dos frailes en la Ciudad de la Inmaculada que sirvieron como barberos en su convento entre 1930 y 1941. Desde su beatificación en 1971, más de 1 000 de estas reliquias se han distribuido por todo el mundo para veneración pública. Las reliquias de segunda clase, como sus efectos personales, vestimenta y vestimentas litúrgicas, se conservan en la celda de su monasterio y en una capilla en la Ciudad de la Inmaculada, donde pueden ser venerados por los visitantes.

## Su legado

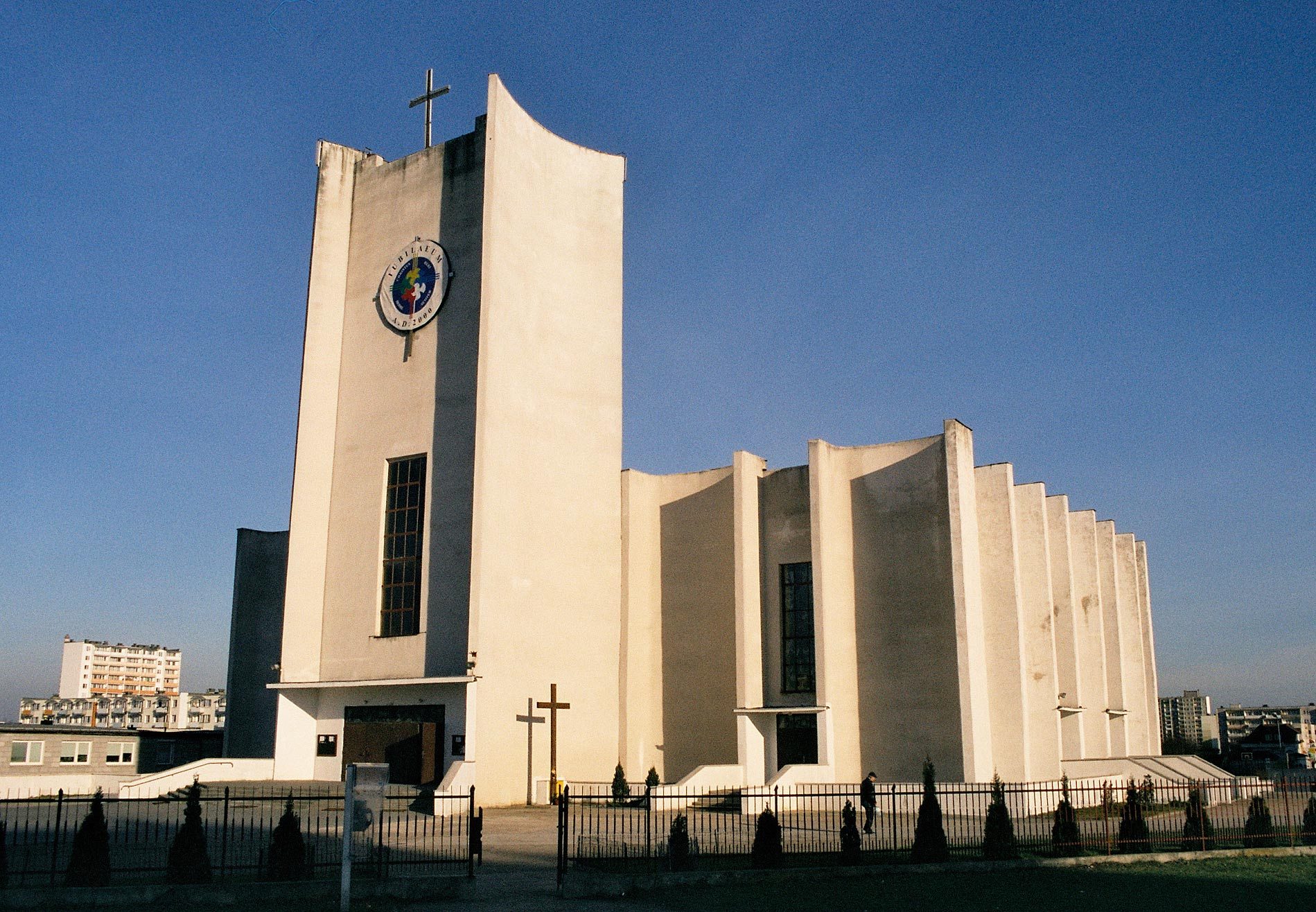
Iglesia de san Maximiliano Kolbe en el distrito Rubinkowo (Polonia)

Kolbe influyó en su propia orden de frailes franciscanos conventuales, ya que el movimiento Milicia Inmaculada continuó.
En los últimos años se han fundado nuevos institutos religiosos y seculares, inspirados en este camino espiritual. Entre estos se encuentran los Misioneros de la Inmaculada María-Fr. Kolbe, los Frailes Franciscanos de María Inmaculada, una congregación de hermanas religiosas y otros. A los Frailes Franciscanos de María Inmaculada se les enseña polaco básico para que puedan cantar los himnos tradicionales cantados por Kolbe en la lengua nativa del santo. Según estos frailes:

Nuestro patrón, san Maximiliano Kolbe, nos inspira con su mariología única y su misión apostólica, el llevar a todas las almas al Sagrado Corazón de Cristo a través del Inmaculado Corazón de María, el instrumento de evangelización más puro, eficiente y santo de Cristo, especialmente a los más alejados de la Iglesia.

Las opiniones de Kolbe sobre la teología mariana han influido en el Vaticano II. Su imagen se puede encontrar en iglesias de toda Europa y del mundo. Varias iglesias en Polonia están bajo su patrocinio, como el Santuario de San Maximiliano en Zduńska Wola o la Iglesia de San Maximiliano Kolbe en Szczecin. En 1998 se inauguró en la Ciudad de la Inmaculada el Museo San Maximiliano Kolbe "Hubo un Hombre".
En 1963, Rolf Hochhuth publicó «El delegado», una obra de teatro significativamente influenciada por Kolbe y dedicada a él.
En 2000, la Conferencia Nacional de Obispos Católicos  de Estados Unidos designó a Marytown, hogar de una comunidad de frailes franciscanos conventuales, como Santuario Nacional de San Maximiliano Kolbe. Marytown se encuentra en Libertyville, Illinois. Cuenta con la Exposición del Holocausto Kolbe.
En 1991, Krzysztof Zanussi realizó la película polaca sobre Kolbe Vida por vida: Maximiliano Kolbe. 
El Senado de Polonia declaró el 2011 como año de Maximiliano Kolbe.
En 2007, se llevó la «Operación Kolbe», una iniciativa ecuménica de relevo de personas secuestradas en Colombia, un país donde habían tenido lugar 22 000 secuestros en los anteriores 12 años y donde las FARC tenían entonces secuestradas a 46 personas. Los voluntarios, 120 personas, no solo eran de Colombia, sino también de Alemania, Argentina, Canadá, Chile, Costa Rica, Cuba, Ecuador, España, Estados Unidos, Francia, Italia, México, Paraguay y el Reino Unido. Esta iniciativa era un gesto de solidaridad, pero según Rubén Darío Ramírez, jefe del programa presidencial de Colombia contra el secuestro entre 1998 y 1999, no era viable debido a que de 1500 casos de secuestrados tratados por él solo lograron un intercambio temporal mientras se realizaba el pago.
Una oración católica dedicada a Kolbe dice la frase de Jesús: «Nadie tiene mayor amor que el que da la vida por sus amigos». (Evangelio según san Juan, 15.13).
En 2023, la casa productora mexicana Dos Corazones Films estrenó el largometraje animado Max donde se relata parte de la vida de este sacerdote.